# 1716 год в музыке

## События
- В начале года Доменико Циполи закончил свою самую известную работу — сборник пьес для клавишных под названием Sonate d’intavolatura per organo e cimbalo, а 1 июля присоединяется к Обществу Иисуса и вскоре отправляется миссионером в Парагвай.
- 30 августа — Джонатан Свифт пишет письмо Александру Поупу, в котором высказывает идею написать ньюгейтскую пастораль, действие которой происходит среди проституток и воров. Идеей воспользовался Джон Гей, написавший «Оперу нищего».[1]
- Георг Филипп Телеман переезжает в Айзенах, где назначается капельмейстером при дворе герцога Саксен-Эйзенахского.
- Антонио Страдивари завершает скрипку, известную как Messiah-Salabue Stradivarius.
- Известный скрипач Джузеппе Тартини впервые слышит игру на скрипке Франческо Марии Верачини и, будучи поражён его виртуозностью на время прекращает концертную деятельность с тем, чтобы в уединении усовершенствовать свою игру.[2]
- Франсуа Куперен опубликовал дидактический трактат «Искусство игры на клавесине» (фр. L'art de toucher le clavecin).[3]
- Иоганн Генрих Буттштетт (нем. Johann Heinrich Buttstett) опубликовал книгу Ut, mi, sol, re, fa, la, tota musica et harmonia aeterna, направленную против трактата Иоганна Маттезона «Вновь открытый оркестр» (нем. Das neu-eröffnete Orchestre, 1713).
- Жан Фери Ребель стал музыкальным руководителем (фр. Maitre de Musique) оркестра Королевской академии музыки и придворных балетных представлений.

## Классическая музыка
- Уильям Бэйбел (англ. Уильям Babell) — The 4th Book of the Ladys Entertainment.
- Мишель Пиноле де Монтеклер (фр. Michel Pignolet de Montéclair) — Musette (Les festes de l'été).
- Алессандро Скарлатти — кантата Ombre tacite e sole.
- Георг Филипп Телеман — Концерт для 3-х труб, 2-х гобоев, литавр и струнных ре мажор (Concerto for 3 Trumpets, 2 Oboes, Timpani and Strings in D major).
- Франческо Мария Верачини — Увертюра № 5 си-бемоль мажор (Overture no 5 in B flat major).
- Антонио Вивальди — 6 скрипичных сонат (опус 5).
- Доменико Циполи — сборник пьес для клавишных Sonate d’intavolatura per organo e cimbalo.
- Томазо Альбинони — Op. 7, 12 Concertos for 1 or 2 oboe and strings.

## Опера
- Антонио Мария Бонончини (итал. Antonio Maria Bononcini) — Sesostri re d’Egitto.
- Джузеппе Мария Буини (итал. Giuseppe Maria Buini) — Armida abbandonata.
- Франческо Чампи (итал. Francesco Ciampi) — Timocrate.
- Иоганн Кристоф Пепуш — «Аполлон и Дафна» (англ. Apollo and Daphne).
- Антонио Вивальди —
  - «Постоянство, торжествующее над любовью и ненавистью» (итал. La costanza trionfante degl'amori e de gl'odii)
  - «Арсильда, царица Понта» (итал. Arsilda, regina di Ponto).

## Родились
- 9 февраля — Иоганн Трир, немецкий органист и композитор, ученик И. С. Баха (умер 6 января 1790).
- 21 марта — Йозеф Сегер (чеш. Josef Seger), чешский органист, композитор и педагог (умер 22 апреля 1782).
- 12 апреля — Феличе Джардини (итал. Felice Giardini), итальянский скрипач и композитор (умер 8 июня 1796).

## Скончались
- 15 июля — Гаэтано Венециано, итальянский композитор (род. 1665)
- 3 августа — Себастьян Дурон (исп. Sebastián Durón), испанский композитор (родился 19 апреля 1660).
- 25 сентября — Иоганн Кристоф Пец (нем. Johann Christoph Pez), немецкий композитор, певец, музыкант (родился 9 сентября 1664).
- 1 октября — Джованни Баттиста Бассани (итал. Giovanni Battista Bassani), итальянский композитор, скрипач и органист (родился в 1650).
- Ноябрь — Иоганн Эгидиус Бах (нем. Johann Aegidius Bach), органист и дядя И. С. Баха (родился 9 февраля 1645).
- 1 декабря — Иоганн Самюэль Дрезе (нем. Johann Samuel Drese), немецкий композитор, член музыкальной династии Дрезе (родился в 1644).
- 6 декабря — Бенедикт Бюнс (нем. Benedictus Buns), голландский религиозный поэт и композитор (родился в 1642).

Дата неизвестна —
- Карло Джузеппе Тесторе (итал. Carlo Giuseppe Testore), итальянский скрипичный мастер, ученик А. Гранчино (родился в 1665).
- Иоганн Фишер (нем. Johann Fischer), немецкий скрипач, клавишник и композитор, оказавший большое влияние на французскую музыку (родился в 1646). Не следует путать с другим Иоганном Фишером, композитором родившемся в Любеке и упомянутым Йоханнесом Мюллером в Cimbria literata (т. I, с. 176).